# Глобальный фестиваль мира
Глобальный фестиваль мира — это серии фестивалей, предназначенные для продвижения мира во всем мире и сотрудничеству под девизом «Одна семья под Богом». Они начались в 2007 году и поддерживаются Церковью объединения. Лейтмотивом Глобального Фестиваля Мира является песня «Там, где начинается мир», написанная Триной Беламид англ. Trina Belamide из Филиппин.
В 2007 году Мартин Лютер Кинг III участвовал на Глобальном фестивале мира в Филиппинах, где вместе с Муном встречался с Президентом Филиппин Макапагал Арройо. Покровителем фестиваля был спикер парламента Филиппин Хосе де Венисия. Полиция Манилы обеспечивала на правительственном уровне безопасность во время проведения Фестиваля. А в 2008 году на Филиппинах прошёл первый региональный фестиваль в Минданао на правительственном уровне. И в том же году — фестивали прошли на уровне города. После проведения фестиваля в 2008 мэр Манилы вручил Мун Хён Джину, основателю Фонда Глобального Фестиваля мира, ключи от столицы.
В 2008 году фестивали прошли в Северной Америке, Центральной и Южной Америке, Европе, Ближнем Востоке, Африке, Азии и Океании.
Фестиваль в Лондоне в 2008 году был организован Федерацией за всеобщий мир. Международная Конференция по Лидерству, в рамках Глобального Фестиваля Мира, также под управлением Муна, прошла в Вестминстерском дворце. Ида Одинга, жена Премьер-Министра Кении, выступала с речью на фестивале в Лондоне в том же году и хвалила ранее прошедший в её стране фестиваль.
В 2008 году Хён Джин Мун выступал перед депутатами в здании Национального Конгресса Бразилии с речью об его отце и его видении человечества как «Одна семья под Богом». Национальный Конгресс Бразилии вручил Муну премию за вклад в общество. В том же году Мун провел фестиваль с участием 20000 человек на стадионе Нельсон Нильсон, покровителем которого был депутат Мануэль Ферейра, он же духовный лидер девятимиллионной пятидесятнической мегацеркви Бразилии Собрания Господня, выдвигавшийся кандидатом на Нобелевскую премию мира.
В 2008 году Глобальный фестиваль мира прошёл в Сеуле, Южная Корея, с участием тысяч человек и высокопоставленных лиц из 60 стран мира; фестиваль вещался по многим телеканалам, включая MBC.
В 2008 году Мун Хён Джина принимал Президент Парагвая Никанор Дуарте в Президентском Дворце.

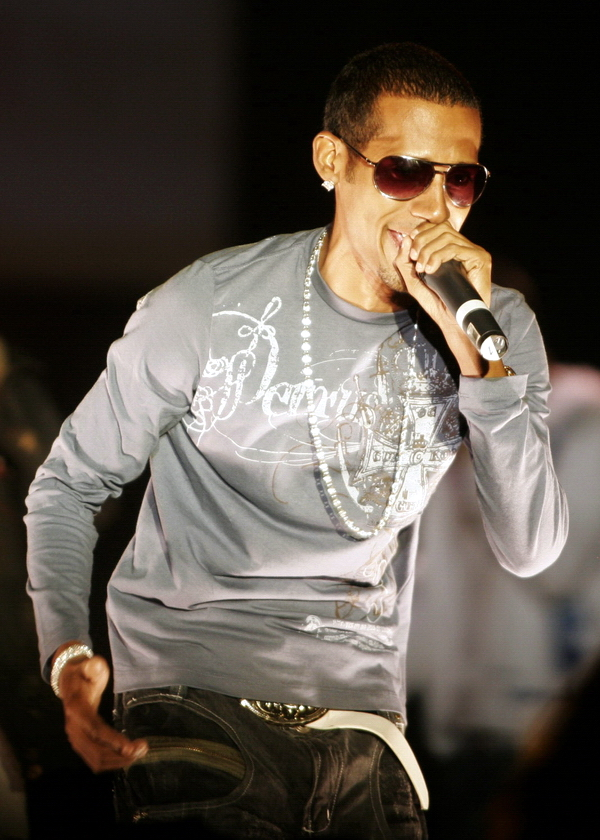
Парагвайский певец El Classico выступает на Олимпийском стадионе Парагвая во время Глобального фестиваля мира в 2008 году

В том же году на правительственном уровне был проведен на Олимпийском стадионе страны, при партнерстве Олимпийского комитета Парагвая и Министерства туризма, Глобальный Фестиваль Мира с участием 50000 человек. Год спустя в Конгрессе Парагвая, где присутствовал Президент Уругвая Хулио Мария Сангинетти (англ. Julio Maria Sanguinetti) обсуждалось возможное проведение Глобального Фестиваля Мира под девизом «Одна семья под Богом».
В 2008 году Мун провел Глобальный фестиваль мира на лужайке Белого Дома США с участием в нём призёров премии Эмми и выступлением Джозефа Лоуэри (англ. Joseph Lowery), официального преемника Мартина Лютера Кинга мл. и сооснованного им Движения за гражданские права, дававшего инаугурационное благословение Президенту Бараку Обаме.
Президент Тайваня Ма Инцзю выступил с речью на фестивале, который прошёл 31 октября 2009 года в Тайбэе. В своем обращении он высказывался по поводу важности свободы, демократии и мира; и добавил, что его правительство является «миротворческим».
В 2010 году Президент Коста-Рики Лаура Чинчилья принимала у себя в Президентском дворце Хён Джина для обсуждения Глобального фестиваля мира.
В том же 2010 году премьер-министр Непала Мадхав Кумар Непал принимал участие на Международной конференции по лидерству (англ. International Leadership Conference или ILC), проводимой в рамках Глобального фестиваля мира.
Глобальный конвент мира, спонсированный Фондом Глобального фестиваля мира, прошёл в ноябре 2010 года в Кении Среди выступающих был Президент Кении Мваи Кибаки, Президент Эфиопии Гырма Уольдэ-Гийоргис, министр информации и коммуникаций Нигерии Лабаран Маку, вице-президент Кении Калонзо Мусёка, премьер-министр Кении Райла Одинга, министр иностранных дел Кении Джордж Сайтоти лауреат Нобелевской премии мира Вангари Маатаи и архиепископ Англиканской церкви Кении Элиуд Вабукала. Незадолго до Глобального фестиваля мира волонтеры Фонда Фестиваля провели проект служения по очистке реки Найроби от мусора, совместно с Министерством здравоохранения Кении и Программой ООН по окружающей среде. В своей речи во время церемонии открытия Глобального конвента мира, Президент Кибаки сказал:
Рад присоединиться к Вам и председательствовать на официальном открытии Глобального конвента мира. От имени правительства и народа Кении, я приветствую всех вас в нашей стране. Мы рады принять Вас и надеемся, что  вам понравится ваше пребывание у нас. Я хвалю Фонд Глобального   фестиваля мира за его усилия в обеспечении мира. Хочу отметить, что Фонд содействует осуществлению программ, способствующих примирению, гармоничному сосуществованию, а также сотрудничеству между странами мира.  Это благородное призвание, и я настоятельно призываю всех вас продолжать хорошее дело... Данный Глобальный конвент мира имеет непосредственное отношение к нам, к нашей стране. Он проходит во время, когда мы все еще не решили проблем, с которыми мы столкнулись после выборов... Религиозные институты, неправительственные организации, учебные заведения и частный сектор также должны сыграть свою роль в этой благородной задаче по построению мира во всем мире.
Еще раз, высоко оцениваю усилия Глобального фонда в деле по защите мира. Надеюсь, что этот конвент будет способствовать данной повестке дня.

Также надеюсь, что вы будете увеличивать участие молодёжи в реализации повестки дня по укреплению национального мира и примирения. Именно таким образом мы сможем вдохновить новое поколение миролюбивых мыслителей и руководителей.
В 2011 году министр иностранных дел Кении вручил премию мира от имени правительства Кении Президенту кенийского подразделения Фонда Глобального фестиваля мира Г-ну Ману Чандариа, второму богатейшему бизнесмену в Кении.
В 2011 году шестеро президентов латиноамериканских государств и один верховный судья принимали участи на Глобальной конференции по лидерству от Фонда Глобального фестиваля мира.
В планах Муна в 2012 году провести Глобальный фестиваль мира в Пхеньяне в рамках его усилий по объединению Корейского полуострова.

## Критика
Депутат Парламента Соломоновых Островов Августин Танеко, в своем обращении спикеру Парламента, выступал в защиту Глобального фестиваля мира, на котором он участвовал, в ответ на критику в газете о Глобальном Фестивале Мира